# HD41841
HD41841 — хімічно пекулярна зоря спектрального класу A3, що має видиму зоряну величину в смузі V приблизно  5,5.
Вона  розташована на відстані близько 475,4 світлових років від Сонця.

## Фізичні характеристики
Зоря HD41841 обертається 
досить швидко 
навколо своєї осі. Проєкція її екваторіальної швидкості на промінь зору становить  Vsin(i)= 57км/сек.